# Takeshi Kato
Takeshi Kato (加藤 武司 Katō Takeshi, Aichi, Japón, 25 de septiembre de 1942 – 24 de julio de 1982) fue un gimnasta artístico japonés campeón olímpico en 1968 en el concurso por equipos.
Es hermano mayor del también gimnasta Sawao Kato (n. 1946).

## Carrera deportiva
En el Mundial de Dortmund 1966 gana la plata en salto, tras su compatriota Haruhiro Matsuda, el bronce en caballo con arcos y el oro en el concurso por equipos, por delante de la Unión Soviética y Alemania del Este y siendo sus compañeros: Shuji Tsurumi, Akinori Nakayama, Yukio Endo, Takashi Mitsukuri y Haruhiro Matsuda.
En las Olimpiadas de México 1968 consigue oro en equipo y bronce en suelo, tras Sawao Kato y Akinori Nakayama.
En el Mundial de Liubliana 1970 gana oro en equipo, y dos bronces: en suelo —tras sus compatriotas Akinori Nakayama y Eizo Kenmotsu— y en salto, tras el japonés Mitsuo Tsukahara y el soviético Viktor Klimenko.